# افتتاح خط السكك الحديدية بين ليفربول و مانشستر

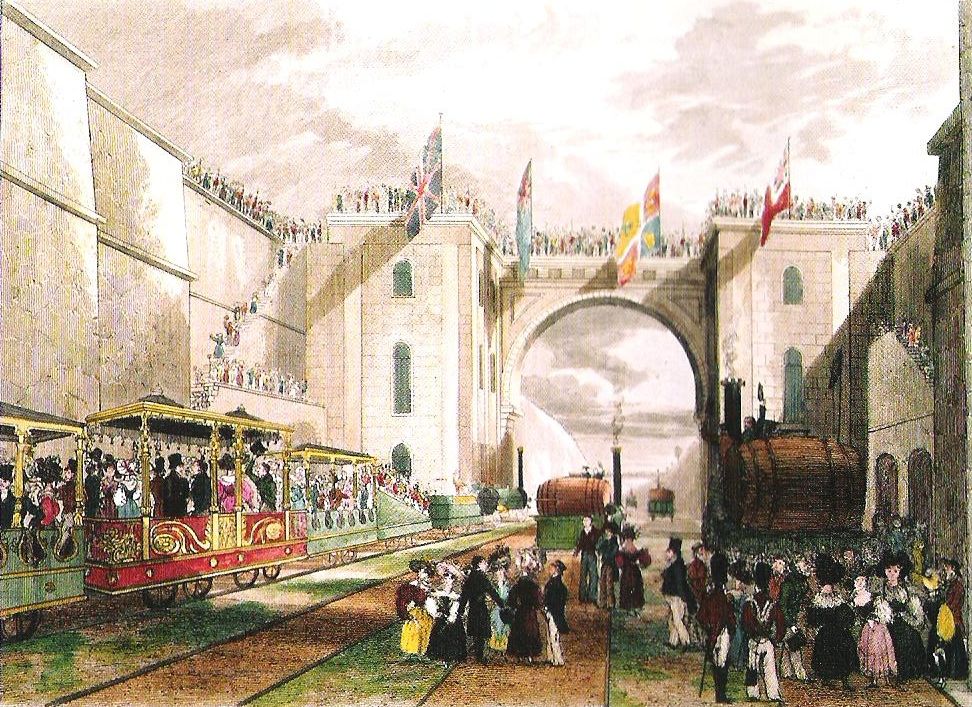
قطار دوق ولينغتون وقاطرات أخرى تستعد للمغادرة من ليفربول ، 15 سبتمبر 1830

افتتح خط سكة حديد ليفربول ومانشستر (L&M) في 15 سبتمبر 1830. بدأ العمل في L&M في عشرينيات القرن الماضي، لربط مدينة مانشستر الصناعية الكبرى بأقرب ميناء للمياه العميقة في ميناء ليفربول، على بعد 35 ميل (56 كـم) . على الرغم من أن السكك الحديدية التي تجرها الخيول موجودة بالفعل وأن بعض المواقع الصناعية أيضا تستخدم قاطرات البخار البدائية لنقل البضائع، فقد كان L&M أول خط سكة حديدية قاطرة يربط بين مدينتين رئيسيتين وأول من قدم خدمة ركاب منتظمة. كان يوم الافتتاح حدثًا عامًا رئيساً. ركب رئيس الوزراء آرثر ويلزلي دوق ويلينغتون، في أحد القطارات الافتتاحية الثمانية، كما فعل العديد من الشخصيات البارزة والشخصيات البارزة في ذلك اليوم. اصطفت حشود ضخمة في ليفربول لمشاهدة القطارات تغادر إلى مانشستر.
غادرت القطارات ليفربول في الوقت المحدد ودون أي مشاكل فنية. جرى قطار دوق ولنجتون الخاص على مسار واحد، اما القطارات السبعة الأخرى جرت على مسار مجاور ومتوازٍ، وأحيانًا متقدما قطار الدوق واحيانا أخرى خلفه. حدثت المشكلة الأولى عبى بعد 13 ميل (21 كيلومتر) عندما خرج أحد القطارات عن مساره واصطدمب بالقطار الذي امامه. مع عدم وجود إصابات أو أضرار مسجلة، تم رفع القاطرة إلى مسارها مرة أخرى على المسار واستمرت الرحلة. في محطة سكة حديد باركسايد، بالقرب من منتصف الخط، توقفت القاطرات في محطة للتزود بالمياه. على الرغم من أن موظفي السكك الحديدية نصحوا الركاب بالبقاء في القطاراتفي تلك الاثناء، إلا أن حوالي 50 من كبار الشخصيات كانوا على متن القطار عندما توقف قطار دوق ولينغتون الخاص. كان من بين من خرجوا ويليام هوسكيسون، الوزير السابق وعضو البرلمان النائب عن ليفربول. كان هوسكيسون بالغ التأثير في إنشاء الإمبراطورية البريطانية ومصمماً لعقيدة التجارة الحرة، لكنه تعارض مع ويلنجتون بشأن مسألة الإصلاح البرلماني واستقال من مجلس الوزراء في عام 1828. اقترب من عربة قطار الدوق ولنجتون وصافحه على أمل التصالح معه. لم يلحظ اقتراب القاطرة كالصاروخ على المسار المجاور بسبب انشغاله مع الدوق. وعند إدراكه أنه كان يقترب، شعر بالذعر وحاول الصعود إلى عربة الدوق، لكن باب العربة كان مفتوحًا تاركًا إياه معلقًا في طريق الصاروخ القادم. وسقط على القضبان أمام القطار، وظل يعاني من إصابات خطيرة في الساق حتى مات في وقت لاحق من تلك الليلة.
شعر دوق ولينغتون أنه ينبغي إلغاء بقية أحداث اليوم بعد الحادث الذي وقع في باركسايد، واقترح العودة إلى ليفربول. ومع ذلك، فقد تجمع حشد كبير في مانشستر لمشاهدة وصول القطارات. وتم اقناع ويلينجتون بالاستمرار إلى مانشستر. وعند وصول القطارات إلى ضواحي مانشستر كان الحشد قد أصبح عدائيا وكان يمتد على المسارات. نظرًا لعدم قدرة السلطات المحلية على إفراغ المسارات، اضطرت القطارات إلى القيادة بسرعة منخفضة في الحشد، باستخدام الزخم الخاص بها لإبعاد الناس عن الطريق. وصلوا في نهاية المطاف إلى محطة سكة حديد ليفربول رود في مانشستر لمقابلة حشد معاد، ولوحوا بلافتات وأعلام ضد الدوق ورشقوه بالخضروات. رفض ولنجتون النزول من القطار، وأمر بأن تعود القطارات إلى ليفربول. لكن الأعطال الميكانيكية وعدم القدرة على عكس وجهة القاطرات ادى إلى عدم تمكن معظم القطارات من مغادرة مانشستر. في حين أن قطار دوق ولينغتون غادر بنجاح، إلا أن ثلاثة من القاطرات السبع الباقية كانت صالحة للاستعمال. شكلت هذه القاطرات الثلاث ببطء قطار طويل واحد مؤلف من 24 عربة عائدة إلى ليفربول، لكن في نهاية المطاف وصول بعد تأخير 6 ساعات ونصف بعد أن رشق بلأشياء التي ألقيت على طول مساره من الجسور من قبل الحشود السكرى.
تسبب موت وجنازة ويليام هوسكيسون في تغطية واسعة لحدث فتح خط السكة الحديدة، وأصبح الناس في جميع أنحاء العالم يدركون أن النقل السريع والرخيص لمسافات طويلة أصبح ممكناً الآن لأول مرة. أصبح L&M ناجحًا للغاية، وخلال شهر واحد من خطته الافتتاحية تم طرحها لربط ليفربول ومانشستر بالمدن الكبرى الأخرى في إنجلترا. في غضون عشر سنوات انشأت بريطانيا 1,775 ميل (2,857 كـم) من السكك الحديدية، وخلال 20 عاما افتتحت L&M أكثر من 6200 ميل (10000 كيلومتر). مازالت L&M تعمل، ويعتبر افتتاحها بداية عصر النقل الميكانيكيو ذلك على حد تعبير بيتر باركر الصناعي ورئيس شركة السكك الحديدية البريطانية السابقة حيث قال «العالم هو خط فرعي في سباق ليفربول-مانشستر الرائد».